# Manuel Martínez (mercedario calzado)
Manuel Martínez Ferro (Caldas de Reyes, 28 de febrero de 1774-Écija, 3 de junio de 1827) fue un fraile mercedario calzado, obispo y periodista reaccionario español.

## Biografía
Fue hijo de José Manuel Martínez y de Alberta Ferro y Paz. Aprendió primeras letras con un tío canónigo; en Padrón estudió un año de teología y con trece años, el 4 de agosto de 1787, ingresó para hacer el noviciado en el monasterio de Conxo de mercedarios calzados, extramuros de Santiago; sin embargo, profesó en Toledo y se ordenó sacerdote en 1799; en Toledo estudió los dos años de Filosofía, y completó los tres de Teología en la Universidad de Alcalá de Henares. En Segovia enseñó en el convento de su orden como catedrático auxiliar. En la Universidad de Valladolid se graduó en Artes el 25 de enero de 1804, y el 12 de marzo del mismo año se doctoró allí en Teología. Después enseñó Artes e Instituciones teológicas en esa la misma Universidad. En Valladolid fue nombrado además examinador y juez sinodal.
Comisionado a Madrid en 1807 para realizar gestiones por su convento, estaba aún allí el 2 de mayo de 1808, cuando se inició la Guerra de la Independencia. El cierre de los conventos decretado por José I en 1809 lo indignó, y no paró de combatir duramente con la imprenta clandestina y la oratoria sacra a todos los partidarios de Napoleón, llegando a correr tanto peligro que tuvo que huir a Galicia, liberada, donde residió en Caldas y en Santiago. Publicó El militar enfrailado en La Coruña, en 1813. 
Sin embargo también le disgustaban los liberales a causa de sus convicciones realistas y absolutistas. Por estos motivos fue incluso recluido en Segovia, donde se resintió su salud. Fue uno de los redactores de la Atalaya de La Mancha en Madrid (Madrid, junio de 1813-abril de 1815), junto con el también fraile reaccionario, pero de la orden jerónima, Agustín de Castro. Odiaba en especial a los afrancesados, contra los cuales escribió el panfleto Los famosos traidores refugiados en Francia, convencidos de sus crímenes y justificación del Real Decreto de 30 de mayo, Madrid: Imprenta Real, 1814. También dirigió durante la regencia El Restaurador, otro periódico clandestino e igualmente absolutista. En 1815, el embajador francés en Madrid, conde de Laval-Montmorency, informó a su gobierno que la Atalaya de La Mancha había reimpreso artículos de tiempo de la Guerra de Independencia (1808-1814) con el fin de reavivar el odio contra los franceses, lo que motivó una protesta formal ante el gobierno de Madrid. Pero Fernando VII recompensó a este campeón de la alianza entre el Altar y el Trono: fue nombrado predicador de Su Majestad, consejero de la Suprema y Real Inquisición de España e Indias, del Consejo real y Cámara de Castilla, consultor de la Nunciatura apostólica, etcétera.
Con el advenimiento del Trienio liberal (1820-1823) y la segunda proclamación de la Constitución de Cádiz (1812) empezó de nuevo a criticar, pero esta vez al gobierno liberal que no dejaba mandar al rey. El 1 de junio de 1823 empezó a publicarse El Restaurador, según la reseña de la Hemeroteca Digital de la BNE "el más destacado y furibundo periódico de la reacción ultracatólica y absolutista... con frecuencia diaria, excepto los lunes, habiendo recibido, también una subvención secreta de 30.000 reales del Tesoro Real, al igual que sus correligionarios El Procurador General del Rey de Luis de la Torre y El Realista, por otros nombres Diario Realista de Madrid o El Realista Español, dirigido por el poeta Juan Bautista Arriaza, mayordomo real, bajo el pseudónimo de Salvador María Granés, que luego haría fortuna. 
Ya en su primer artículo El Restaurador señala que “sólo el título de este periódico indica bastantemente cuál será el objeto a que debe consagrarse”, que no es otro que la restauración de la fidelidad a Dios y al Rey, a la unión del “Altar y el Trono”. Intolerante incluso con los liberales moderados, su lenguaje violento instigaba el odio, demonizando a los liberales del periodo “revolucionario”, incitando a desobedecer las leyes del gobierno liberal legítimo y por supuesto la Constitución, promueve la delación de los liberales y ataca la paradójica "ley de amnistía política", que en realidad agrava la persecución sin pizca de piedad, más bien lo contrario; aboga por restablecer la Inquisición, etc., su espíritu lo sintetiza su lema: “Hay que exterminar a los negros [liberales] hasta la cuarta generación”.
Dirigido por él, según Pérez de Guzmán en su Bosquejo histórico… le acompañan en la redacción el benedictino fray Manuel Gómez Negrete, Felipe Lesmes Zapilla, el canónigo de Tuy Bernardo Hernández de Alba y los también canónigos Gregorio Martín de Urda (de Valladolid) y Serapio Serrano. No bastándole sus ocho páginas, editará suplementos y un índice mensual de materias; varias veces se llegó a dar el caso de que comunicaba las noticias oficiales, los decretos y las reales órdenes (para lo que tenía una sección fija coleccionable y numerada aparte) antes de que aparecieran en la gubernativa Gaceta de Madrid. Pero se extinguirá como todos los demás periódicos no oficiales con el decreto del 30 de enero de 1824, pues sus excesos de confianza en la predicación del absolutismo habían encolerizado incluso al Rey, quien al ver que publicaba un artículo el siete de diciembre incitando a la desobediencia respecto al Rey, denunciado por el subintendente general de Vigilancia José Manuel de Arjona, pronunció una famosa frase que habría de volverse proverbial: "Los mismos perros con distintos collares".
Tras la intervención de la Santa Alianza y la restauración del orden estatuido en el Congreso de Viena a través de los Cien mil hijos de San Luis, procuró reorganizar la orden de la Merced y aumentar la solvencia académica de sus miembros redactando un nuevo Plan de estudios, aprobado en el capítulo de su orden en El Puig (Valencia), en 1817. Es más, el mercedario Alonso Aguado le atribuye la redacción, a su semejanza, del clerical, escolástico y anticuado Plan de Estudios de 1824 que circula como obra del ministro Francisco Tadeo Calomarde, así como la reorganización de las universidades que tuvo lugar ese año, considerada por la historiografía liberal como una de las más policiales, controladoras y censorias que ha tenido España. En 1825 lo presentó Fernando VII para obispo de Málaga, y asumió en ese mismo año. Pese a que su salud ya estaba muy quebrantada, inició una visita pastoral, que enseguida lo enfermó, de forma que falleció durante la misma, en el convento mercedario calzado de Écija, adonde había marchado para reponerse, el 3 de junio de 1827, y fue enterrado provisionalmente allí hasta que sus restos se trasladaron a la catedral de Málaga el 24 de febrero de 1829.
Una biblioteca pública municipal de Caldas de Reyes lleva su nombre. También una calle.

## Obras
- Sermón que a la publicación de la Bula de la Cruzada dixo en la catedral de Segovia, Segovia, 1797.
- Sermón de honras de Dn. Bartolomé de Rada, D. Pedro Román y el Mtro. Ferro. Predicado en la universidad de Valladolid, 1805 (inéd.)
- Discurso que a la Solemnidad de Jurarse la Constitución Política de la Monarquía Española..., Madrid, 1812.
- Unión y Fuerza, La Coruña, 1813.
- El Militar enfrailado [...] y el fraile Militar, La Coruña, 1813.
- El Clero Vindicado, La Coruña, 1813.
- Único remedio para la conversión de los Nuevos Judíos Españoles, Madrid, 1814.
- Elogio Fúnebre de la Reina de las Sicilias María Carlota Lorena..., Madrid, 1814.
- Los famosos traidores refugiados en Francia, convencidos de sus crímenes y justificación del Real Decreto del 30 de mayo, Madrid, 1814.
- Apéndice en contestación a otros Apéndices que D. Francisco Amorós..., Madrid, 1814.
- Nuevos Documentos para continuar la Historia de algunos famosos traydores refugiados en Francia, Madrid, 1815.
- Gobierno de España en América, Madrid, 1818.